# Eric Lindemark
Eric Lindemark, född 4 juli 1777 i Skellefteå, död 1844, var en svensk landskamrerare och Ytterstfors sågverks verklige ledare 1827–1843.

## Biografi
Lindemark föddes 1777 i Skellefteå som son till Mikael Lindemark, en av grundarna till Ytterstfors såg och dennes maka. Han gifte sig med Maria Carolina Steinvall. I äktenskapet föddes två barn: Erika Karolina Lindemark (senare Hernods) och Maria Catharina Lindemark. Därefter gifte han sig med Maria Sundbaum (född 1789 i Skellefteå), dotter till disponenten Gabriel Sundbaum. De skildes senast 1828. I äktenskapet med Sundbaum föddes dottern Maria Carolina Lindemark, gift med brukspredikanten Olof Daniel Klockhoff och mor till Daniel Klockhoff.
Omkring 1835 flyttade Lindemark från byn Lund till Byske och
den 2 mars 1844 köpte han flera hemman, dock inte Strömsörs herrgård, på exekutiv auktion efter att Carl Olof Furtenbach avlidit. Tio år tidigare hade Lindemark begärt att samma Furtenbach skulle utföra sprängningar på Morön.
Vid sin död efterlämnade han änkan Eva Christina Lindemark.

## Karriär
Lindemark inledde sin karriär vid landsstaten, sista tiden som häradsskrivare vid Skellefteå fögderi. Han erhöll titeln landskamrerare när han sade upp sig för att ägna sig åt affärer.
Lindemark erhöll i juli 1835 mutsedel från bergmästaren och kunde därefter anlägga Moröns silvergruva. Han ägde då 13/24-delar av silvergruvan och kassören P L Janse återstående 11/24.
Lindemark tog initiativ för utveckling av Ytterstforsså som arbetarbostäder, affärer och inrättandet av Ytterstfors bruksförsamling. Han tog också initiativ till Ytterstfors glasbruk och Ytterstfors herrgård. År 1841 var han en av 19 ståndspersoner som skrev till Kungl. Maj:t och begärde privilegier för en ny stapelstad i Norrböle by, Skellefteå stad.